# Toyota Racing
La Toyota Racing, chiamata per motivi di sponsorizzazione Panasonic Toyota Racing, fu la squadra approntata dal costruttore giapponese Toyota per partecipare al Campionato mondiale di Formula 1 a partire dal 2002, fino a quello del 2009. A differenza di altri costruttori, la Toyota ha preferito costruire in proprio sia la vettura che il motore senza appoggiarsi a squadre esistenti. La scuderia aveva sede operativa a Colonia in Germania nella struttura Toyota Motorsports GmbH.
L'impegno in Formula 1 della Toyota si è sempre caratterizzato per le enormi risorse economiche a disposizione a cui non sono seguiti risultati adeguati prima del 2005; vi sono stati inoltre moltissimi e continui cambiamenti di personale, sia dirigenziale che tecnico, che di piloti. In generale le vetture Toyota sono sempre state considerate molto potenti come motore ma carenti come progetti e aerodinamica, da cui l'alternarsi di diversi progettisti l'ultimo dei quali, l'inglese Mike Gascoyne, ha lasciato la squadra dopo tre gare della stagione 2006.
A seguito della crisi economica il 4 novembre 2009 la Toyota ha annunciato l'abbandono della F1 dal 2010. I risultati ottenuti sono stati alquanto deludenti rispetto alle risorse economiche a disposizione del team.

## Storia

### Gli inizi difficili

#### 2002
Dopo la stagione 2001 passata a sviluppare la vettura in test privati (ma pagando le quote di iscrizione alla Formula 1) con i piloti Mika Salo e Allan McNish, la squadra esordisce nel 2002 con gli stessi piloti e una vettura disegnata da Gustav Brunner. Il motore V10 da 3000 cm³ è progettato da un gruppo di sviluppo in cui figura l'Ing. Luca Marmorini, già alla Ferrari, mentre il telaio da un gruppo di cui, dal 2005 al 2009, fa parte Claudio Gianini, anch'egli ex Ferrari. Inizialmente la Toyota aveva intenzione di realizzare un motore V12 ma, a progetto già iniziato, arrivò l'alt della federazione internazionale, che impose il limite dei 10 cilindri. L'inizio sembra incoraggiante con due sesti posti nelle prime tre gare, ma i risultati non andranno oltre. 

#### 2003
Nel 2003 i piloti sono Olivier Panis e l'ex-campione Champ Car Cristiano da Matta, mentre durante l'anno il team manager Ove Andersson lasciò il posto al dirigente giapponese Tsutomu Tomita. Successivamente, è stato assunto il progettista Mike Gascoyne per disegnare le nuove vetture vista la mancanza di risultati. Il miglior risultato della squadra è l'ottavo posto finale (su dieci partecipanti).

#### 2004
Nel 2004 vengono confermati gli stessi piloti dell'anno prima, anche se nel corso della stagione correranno alcune gare anche Ricardo Zonta e Jarno Trulli. La scuderia a fine anno, pur ottenendo meno punti, bissa lo stesso piazzamento del 2003 nei costruttori.

### La svolta e l'abbandono

#### 2005
Nel 2005 la Toyota ha due nuovi piloti, Ralf Schumacher e Jarno Trulli, in aggiunta al collaudatore e pilota di riserva Ricardo Zonta. Fornisce inoltre i motori a una seconda squadra, la Jordan, come parte dell'avvicinamento al gruppo dei costruttori della GPMA. Al Gran Premio della Malesia arriva il miglior risultato nella breve storia della squadra, con il 2º posto di Trulli, partito dalla stessa posizione in griglia, risultato bissato nel Gran Premio del Bahrein. Da allora per la scuderia giapponese cominciano ad arrivare le prime soddisfazioni.
Al Gran Premio degli Stati Uniti la squadra ottiene con Trulli la prima pole position anche se è proprio a causa di un incidente occorso a Ralf Schumacher durante le prove libere, causato dal cedimento di uno pneumatico, che il fornitore Michelin chiede a tutti i propri team di non prendere parte alla gara. La pole position verrà poi bissata da Schumacher nel Gran Premio del Giappone. Una serie costante di piazzamenti a punti consente comunque alla Toyota di consolidare il 4º posto in campionato, miglior risultato in assoluto.

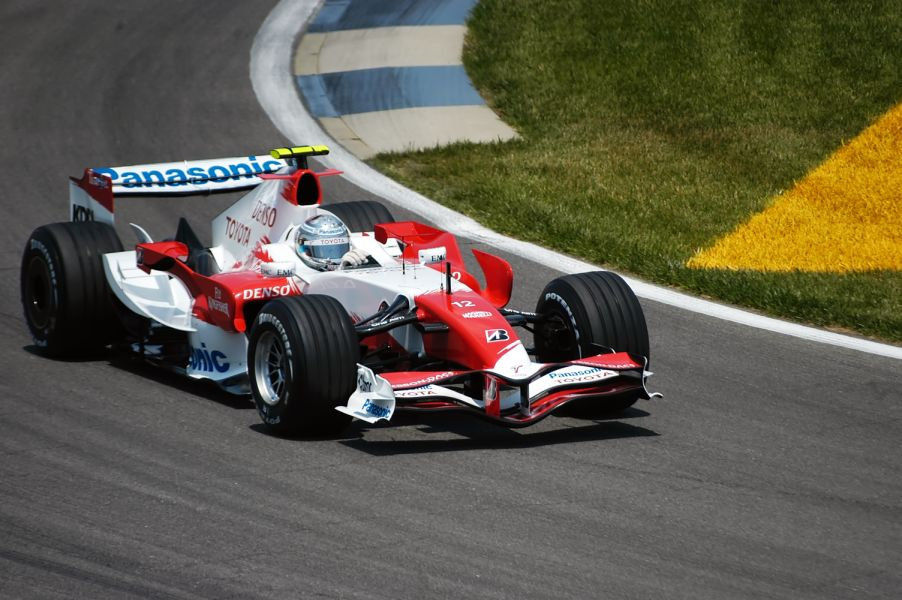
Jarno Trulli al Gran Premio degli Stati Uniti 2007

#### 2006
Nella stagione 2006 entrambi i piloti vengono confermati, mentre le vetture vengono equipaggiate dal nuovo motore V8 da 2400 cm³ come da regolamento aggiornato, fornito anche alla Midland erede della Jordan, cambia però il fornitore di gomme, la Bridgestone. L'inizio della stagione è difficile e molto insoddisfacente per i dirigenti, e nonostante un terzo posto al Gran Premio d'Australia il direttore tecnico Mike Gascoyne ha a sua volta lasciato la squadra: la posizione è stata poi eliminata e sostituita da due manager, uno dello sviluppo del telaio (Pascal Vasselon) e uno del motore (Luca Marmorini).

#### 2007
Nella stagione 2007 la Toyota ha annunciato l'intenzione di fornire il proprio motore alla squadra Williams. Il 2007 è stata un'altra stagione deludente per la Toyota, che non ha ottenuto podi, marcando solo 13 punti e perdendo nettamente il confronto con la Williams, a parità di motore. Il team si è messo in mostra solo grazie ad alcune buone prestazioni in qualifica di Jarno Trulli, mentre i deludenti risultati ottenuti dal compagno di squadra Ralf Schumacher hanno portato alla sua mancata riconferma per il 2008. Al suo posto viene ingaggiato il campione della GP2 del 2007, Timo Glock.

#### 2008
La stagione 2008 si conclude con risultati migliori (due podi e 56 punti finali) ma ancora senza vittorie. In particolar modo risalta il 2º posto di Glock nel Gran Premio d'Ungheria e il 3° di Trulli al Gran Premio di Francia. Glock si è reso involontario protagonista (con conseguenti polemiche) della lotta al titolo mondiale tra Massa ed Hamilton, subendo un sorpasso da parte dell'inglese e di Sebastian Vettel alla penultima curva del giro finale dell'ultima gara stagionale in Brasile, mentre si trovava in quinta posizione, la posizione minima utile per consentire ad Hamilton di aggiudicarsi il titolo a discapito del pilota brasiliano della Ferrari.

#### 2009
Trulli e Glock vengono riconfermati anche per la stagione 2009. Il pilota tedesco – a seguito della rottura di una vertebra, rottura dovuta ad un incidente a Suzuka – negli ultimi due Gran Premi viene sostituito da Kamui Kobayashi. L'inizio di stagione promette grandi cose, con 3 podi ed altri 4 piazzamenti a punti nelle prime 4 gare, con la squadra che sembra finalmente in grado di ottenere l'agognata prima vittoria, ma nel prosieguo del campionato le aspettative verranno ancora una volta deluse. Solo nel finale di stagione arriveranno altri 2 podi, e la conferma del 5º posto nei costruttori ottenuto l'anno prima.
A seguito della crisi economica e degli scarsi risultati il 4 novembre 2009 la Toyota annuncia l'intenzione di abbandonare la F1 dal 2010, pur avendo già completato la progettazione della vettura per la stagione 2010 (denominata TF110), che viene ceduta alla Stefan Grand Prix, che si assicura anche la collaborazione di alcuni tecnici della Toyota. Le strutture di Colonia, dove la Toyota aveva stabilito la sede del team, vengono mantenute in attività per fornire servizi d'eccellenza ai big dell'automobile.

## Statistiche
- Pole Position ottenute: 3
- Giri veloci registrati: 3
- Podi ottenuti: 13
- Punti ottenuti: 278,5
- Prima gara: Gran Premio d'Australia 2002
- Prima Pole Position: Gran Premio degli Stati Uniti d'America 2005
- Primo podio: Gran Premio della Malesia 2005

## Principali piloti
- Jarno Trulli (2004-2009): 90 GP, 2 pole position, 7 podi
- Ralf Schumacher (2005-2007): 53 GP, 1 pole position, 3 podi
- Timo Glock (2008-2009): 32 GP, 3 podi
- Olivier Panis (2003-2004): 33 GP
- Cristiano da Matta (2003-2004): 28 GP
- Mika Salo (2002): 17 GP
- Allan McNish (2002): 16 GP
- Ricardo Zonta (2004): 5 GP
- Kamui Kobayashi (2009): 2 GP

## Risultati in Formula 1
| Anno | Vettura | Motore        | Gomme | Piloti |     |    |     |     |   |   |     |     |     |     |     |     |    |   |     |    |    |  |  | Punti | Pos. |
| ---- | ------- | ------------- | ----- | ------ | --- | -- | --- | --- | - | - | --- | --- | --- | --- | --- | --- | -- | - | --- | -- | -- |  |  | ----- | ---- |
| 2002 | TF102   | Toyota RVX-02 | M     | Salo   | 6   | 12 | 6   | Rit | 9 | 8 | Rit | Rit | Rit | Rit | Rit | 9   | 15 | 7 | 11  | 14 | 8  |  |  | 2     | 10º  |
| 2002 | TF102   | Toyota RVX-02 | M     | McNish | Rit | 7  | Rit | Rit | 8 | 9 | Rit | Rit | 14  | Rit | 11  | Rit | 14 | 9 | Rit | 15 | NP |  |  | 2     | 10º  |

| Anno | Vettura | Motore        | Gomme | Piloti   |     |     |     |    |     |     |    |    |     |    |    |   |     |     |     |    |  |  |  | Punti | Pos. |
| ---- | ------- | ------------- | ----- | -------- | --- | --- | --- | -- | --- | --- | -- | -- | --- | -- | -- | - | --- | --- | --- | -- |  |  |  | ----- | ---- |
| 2003 | TF103   | Toyota RVX-03 | M     | Panis    | Rit | Rit | Rit | 9  | Rit | Rit | 13 | 8  | Rit | 8  | 11 | 5 | Rit | Rit | Rit | 10 |  |  |  | 16    | 8º   |
| 2003 | TF103   | Toyota RVX-03 | M     | Da Matta | Rit | 11  | 10  | 12 | 6   | 10  | 9  | 11 | Rit | 11 | 7  | 6 | 11  | Rit | 9   | 7  |  |  |  | 16    | 8º   |

| Anno | Vettura      | Motore        | Gomme | Piloti   |    |    |    |     |     |   |     |    |     |    |     |     |     |    |     |     |    |    |  | Punti | Pos. |
| ---- | ------------ | ------------- | ----- | -------- | -- | -- | -- | --- | --- | - | --- | -- | --- | -- | --- | --- | --- | -- | --- | --- | -- | -- |  | ----- | ---- |
| 2004 | TF104 TF104B | Toyota RVX-04 | M     | Da Matta | 12 | 9  | 10 | Rit | 13  | 6 | Rit | SQ | Rit | 14 | 13  | Rit |     |    |     |     |    |    |  | 9     | 8º   |
| 2004 | TF104 TF104B | Toyota RVX-04 | M     | Zonta    |    |    |    |     |     |   |     |    |     |    |     |     | Rit | 10 | 11  | Rit |    | 13 |  | 9     | 8º   |
| 2004 | TF104 TF104B | Toyota RVX-04 | M     | Trulli   |    |    |    |     |     |   |     |    |     |    |     |     |     |    |     |     | 11 | 12 |  | 9     | 8º   |
| 2004 | TF104 TF104B | Toyota RVX-04 | M     | Panis    | 13 | 12 | 9  | 11  | Rit | 8 | 11  | SQ | 5   | 15 | Rit | 14  | 11  | 8  | Rit | 14  | 14 |    |  | 9     | 8º   |

| Anno | Vettura      | Motore        | Gomme | Piloti     |    |   |   |   |   |    |     |     |    |   |   |    |   |    |   |     |    |     |    | Punti | Pos. |
| ---- | ------------ | ------------- | ----- | ---------- | -- | - | - | - | - | -- | --- | --- | -- | - | - | -- | - | -- | - | --- | -- | --- | -- | ----- | ---- |
| 2005 | TF105 TF105B | Toyota RVX-05 | M     | Trulli     | 9  | 2 | 2 | 5 | 3 | 10 | 8   | Rit | NP | 5 | 9 | 14 | 4 | 6  | 5 | Rit | 13 | Rit | 15 | 88    | 4º   |
| 2005 | TF105 TF105B | Toyota RVX-05 | M     | Schumacher | 12 | 5 | 4 | 9 | 4 | 6  | Rit | 6   | SP | 7 | 8 | 6  | 3 | 12 | 6 | 7   | 8  | 8   | 3  | 88    | 4º   |
| 2005 | TF105 TF105B | Toyota RVX-05 | M     | Zonta      |    |   |   |   |   |    |     |     | NP |   |   |    |   |    |   |     |    |     |    | 88    | 4º   |

| Anno | Vettura      | Motore        | Gomme | Piloti     |    |   |     |     |     |     |    |     |     |     |     |   |    |   |    |     |   |     |  | Punti | Pos. |
| ---- | ------------ | ------------- | ----- | ---------- | -- | - | --- | --- | --- | --- | -- | --- | --- | --- | --- | - | -- | - | -- | --- | - | --- |  | ----- | ---- |
| 2006 | TF106 TF106B | Toyota RVX-06 | B     | Schumacher | 14 | 8 | 3   | 9   | Rit | Rit | 8  | Rit | Rit | Rit | 4   | 9 | 6  | 7 | 15 | Rit | 7 | Rit |  | 35    | 6º   |
| 2006 | TF106 TF106B | Toyota RVX-06 | B     | Trulli     | 16 | 9 | Rit | Rit | 9   | 10  | 17 | 11  | 6   | 4   | Rit | 7 | 12 | 9 | 7  | Rit | 6 | Rit |  | 35    | 6º   |

| Anno | Vettura | Motore        | Gomme | Piloti     |   |    |    |     |    |     |     |     |     |     |    |    |    |    |     |     |    |  |  | Punti | Pos. |
| ---- | ------- | ------------- | ----- | ---------- | - | -- | -- | --- | -- | --- | --- | --- | --- | --- | -- | -- | -- | -- | --- | --- | -- |  |  | ----- | ---- |
| 2007 | TF107   | Toyota RVX-07 | B     | Schumacher | 8 | 15 | 12 | Rit | 16 | 8   | Rit | 10  | Rit | Rit | 6  | 12 | 15 | 10 | Rit | Rit | 11 |  |  | 13    | 6º   |
| 2007 | TF107   | Toyota RVX-07 | B     | Trulli     | 9 | 7  | 7  | Rit | 15 | Rit | 6   | Rit | Rit | 13  | 10 | 16 | 11 | 11 | 13  | 13  | 8  |  |  | 13    | 6º   |

| Anno | Vettura | Motore        | Gomme | Piloti |     |     |   |    |    |    |   |    |    |     |   |   |    |    |     |     |     |   |  | Punti | Pos. |
| ---- | ------- | ------------- | ----- | ------ | --- | --- | - | -- | -- | -- | - | -- | -- | --- | - | - | -- | -- | --- | --- | --- | - |  | ----- | ---- |
| 2008 | TF108   | Toyota RVX-08 | B     | Trulli | Rit | 4   | 6 | 8  | 10 | 13 | 6 | 3  | 7  | 9   | 7 | 5 | 16 | 13 | Rit | 5   | Rit | 8 |  | 56    | 5º   |
| 2008 | TF108   | Toyota RVX-08 | B     | Glock  | Rit | Rit | 9 | 11 | 13 | 12 | 4 | 11 | 12 | Rit | 2 | 7 | 9  | 11 | 4   | Rit | 7   | 6 |  | 56    | 5º   |

| Anno | Vettura | Motore        | Gomme | Piloti    |   |   |     |   |     |    |   |   |    |   |    |     |    |    |    |     |   |  |  | Punti | Pos. |
| ---- | ------- | ------------- | ----- | --------- | - | - | --- | - | --- | -- | - | - | -- | - | -- | --- | -- | -- | -- | --- | - |  |  | ----- | ---- |
| 2009 | TF109   | Toyota RVX-09 | B     | Trulli    | 3 | 4 | Rit | 3 | Rit | 13 | 4 | 7 | 17 | 8 | 13 | Rit | 14 | 12 | 2  | Rit | 7 |  |  | 59,5  | 5º   |
| 2009 | TF109   | Toyota RVX-09 | B     | Glock     | 4 | 3 | 7   | 7 | 10  | 10 | 8 | 9 | 9  | 6 | 14 | 10  | 11 | 2  | NP |     |   |  |  | 59,5  | 5º   |
| 2009 | TF109   | Toyota RVX-09 | B     | Kobayashi |   |   |     |   |     |    |   |   |    |   |    |     |    |    | SP | 9   | 6 |  |  | 59,5  | 5º   |

| Legenda | 1º posto     | 2º posto | 3º posto    | A punti         | Senza punti/Non class.  | Grassetto – Pole position Corsivo – Giro più veloce |
| Legenda | Squalificato | Ritirato | Non partito | Non qualificato | Solo prove/Terzo pilota | Grassetto – Pole position Corsivo – Giro più veloce |